# 소말리아의 재외공관 목록

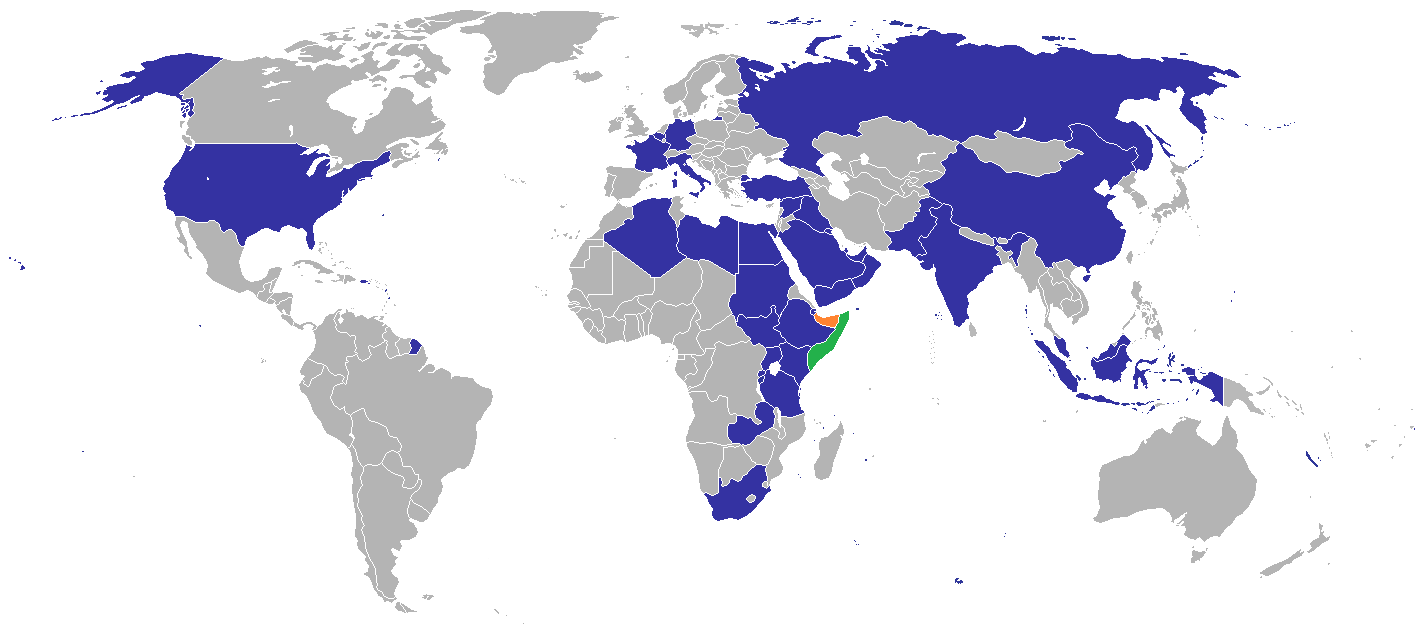
소말리아의 재외공관

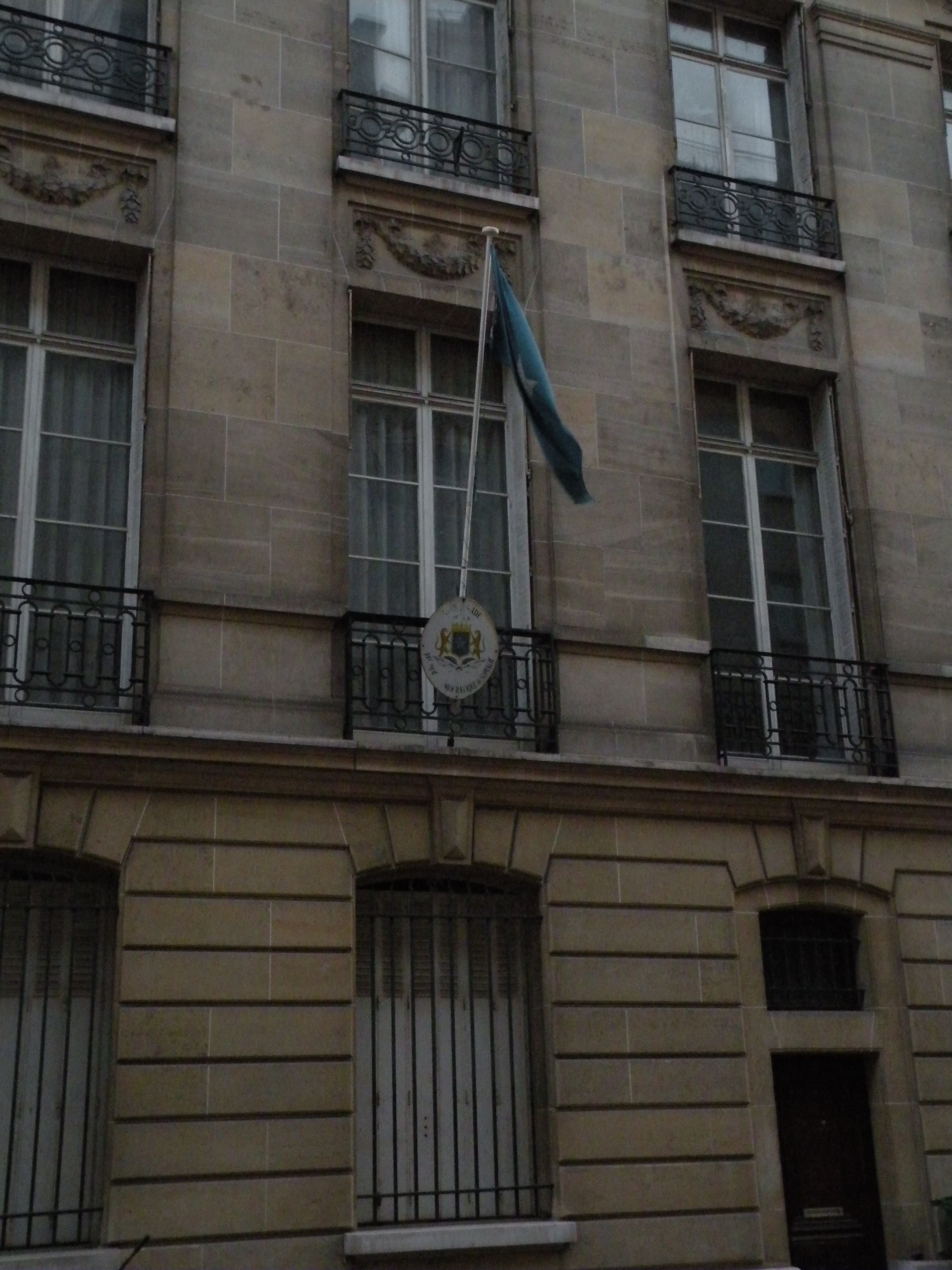
파리 주재 소말리아 대사관

소말리아의 재외공관 목록은 소말리아 주재 대사관을 각국에 상주시켜 놓는 것을 의미하며 소말리아의 재외공관을 나열한 목록이다.

## 아프리카
- 지부티 : 지부티 시 (대사관)
- 이집트 : 카이로 (대사관)
- 에티오피아 : 아디스아바바 (대사관)
- 케냐 : 나이로비 (대사관)
- 리비아 : 트리폴리 (대사관)
- 르완다 : 키갈리 (대사관)
- 남아프리카 공화국 : 프리토리아 (대사관)
- 남수단 : 주바 (대사관)
- 수단 : 하르툼 (대사관)
- 우간다 : 캄팔라 (대사관)

## 아메리카
- 미국 : 워싱턴 D.C. (대사관)

## 아시아
- 중화인민공화국 : 베이징시 (대사관)
- 인도 : 뉴델리 (대사관)
- 인도네시아 : 자카르타 (대사관)
- 이란 : 테헤란 (대사관)
- 튀르키예 : 앙카라 (대사관)
- 말레이시아 : 쿠알라룸푸르 (대사관)
- 파키스탄 : 이슬라마바드 (대사관)

## 중동
- 이라크 : 바그다드 (대사관)

- 오만 : 무스카트 (대사관)
- 카타르 : 도하 (대사관)
- 사우디아라비아 : 리야드 (대사관), 지다 (총영사관)
- 시리아 : 다마스쿠스 (대사관)

- 아랍에미리트 : 아부다비 (대사관), 두바이 (총영사관)
- 예멘 : 사나 (대사관), 아덴 (총영사관)

## 유럽
- 벨기에 : 브뤼셀 (대사관)
- 프랑스 : 파리 (대사관)
- 독일 : 베를린 (대사관)
- 이탈리아 : 로마 (대사관)
- 러시아 : 모스크바 (대사관)
- 스페인 : 마드리드 (대사관)
- 영국 : 런던 (대사관)

## 대표부
- UN 소말리아 정부 대표부 : 뉴욕, 제네바
- 아랍 연맹 소말리아 정부 대표부 : 카이로